# Bettange

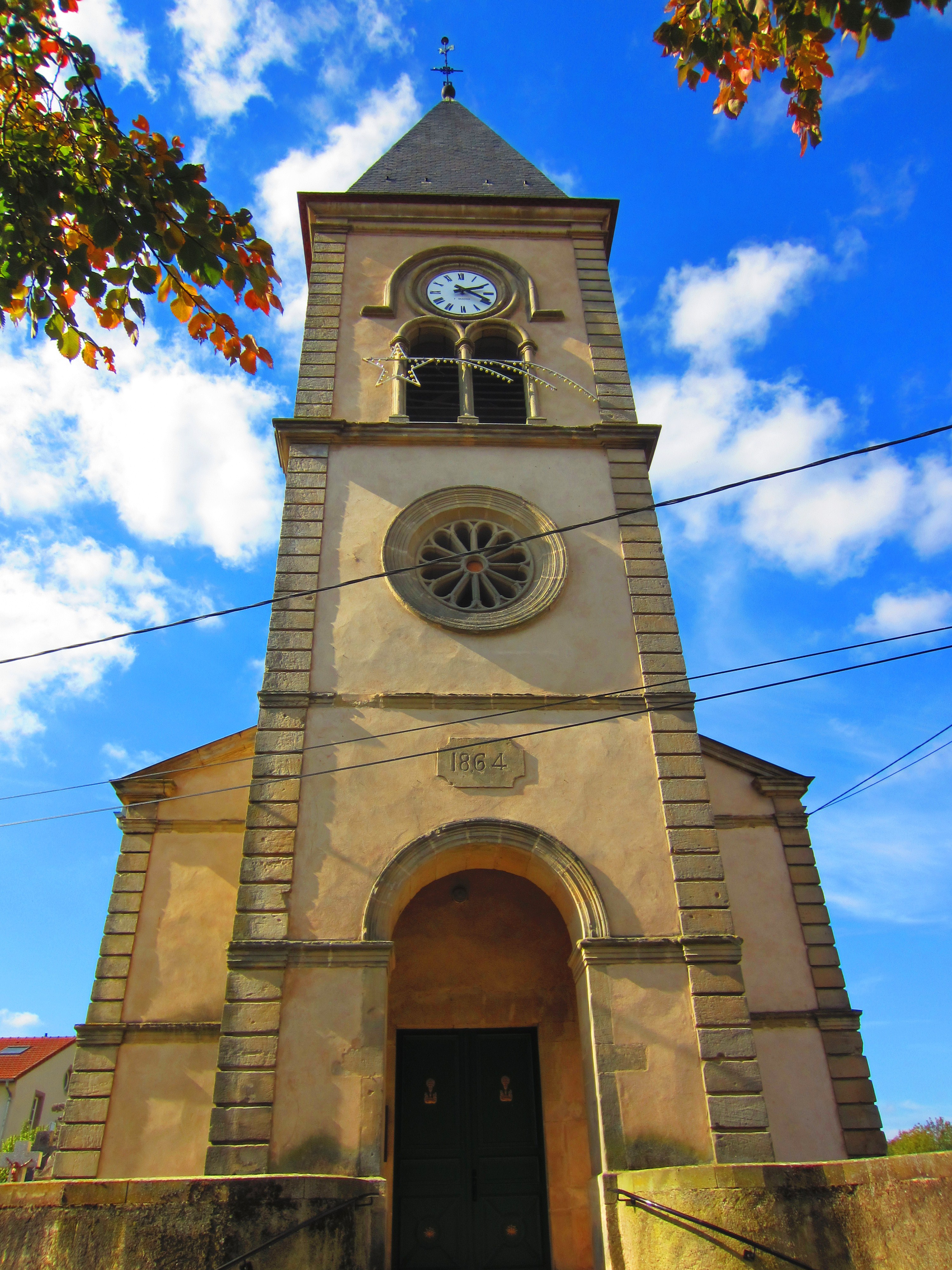
Kirche St. Peter und St. Paul

Bettange (deutsch Bettingen, lothringisch Bétting und Betténgen) ist eine französische Gemeinde mit 244 Einwohnern (Stand 1. Januar 2022) im Département Moselle in der Region Grand Est (bis 2015 Lothringen).

## Geographie
Die Gemeinde Bettange liegt in Lothringen, 33 Kilometer östlich von Metz und sechs Kilometer nordnordwestlich von Boulay-Moselle (Bolchen) am rechten Ufer der Nied sowie
etwa fünf Kilometer südwestlich von Bouzonville (Busendorf) und somit nah an der Grenze zum Saarland.

## Geschichte
Ältere Ortsbezeichnungen sind Bechtingen und Bechtinchen (1179), Bettinga (1312) und Bettingen (1594 und 1697).
Die Ortschaft gehörte früher zum Herzogtum Lothringen.
Durch den Frankfurter Frieden vom 10. Mai 1871 kam die Region an das deutsche Reichsland Elsaß-Lothringen, und das Dorf wurde dem Kreis Bolchen im Bezirk Lothringen zugeordnet. Die Dorfbewohner betrieben Getreide-, Kartoffel-, Tabak- und Obstbau.
Nach dem Ersten Weltkrieg musste die Region aufgrund der Bestimmungen des Versailler Vertrags 1919 an Frankreich abgetreten werden. Im Zweiten Weltkrieg war Bettingen zusammen mit dem CdZ-Gebiet Lothringen (deckungsgleich mit dem Département Moselle) 1940–1944 von der deutschen Wehrmacht besetzt. 

### Bevölkerungsentwicklung
| Jahr      | 1968 | 1975 | 1982 | 1990 | 1999 | 2009 | 2019 |
| Einwohner | 155  | 172  | 181  | 185  | 178  | 211  | 248  |

## Sehenswürdigkeiten
- Kirche St. Peter und St. Paul (Saints-Pierre-et-Paul) von 1864